# Campins
Cet article possède un paronyme, voir Campin.
Campins est une commune de la province de Barcelone, en Catalogne, en Espagne, de la comarque de l'Vallès Oriental

## Jumelage
Saint-Guilhem-le-Désert (France) dans le département de l'Hérault (34). Ce jumelage est né du fait que ces deux villages possèdent le même patron, saint Guilhem.